# Нарынгъёган
Нарынгъёган (устар. Нарын-Ёган) — река в России, протекает по территории Красноселькупского района Ямало-Ненецкого автономного округа. Устье реки находится в 229 км по правому берегу реки Покалькы на высоте 113,1 метра над уровнем моря. Длина реки составляет 18 км. Начинается в небольшом озере. Течёт среди сосново-берёзового леса в верховьях и сосново-елового в низовьях.

## Данные водного реестра
По данным государственного водного реестра России относится к Нижнеобскому бассейновому округу, водохозяйственный участок реки — Таз. Речной бассейн реки — Таз.
Код объекта в государственном водном реестре — 15050000112115300064263.